# Chicago River
Der Chicago River ist ein 251 km langer Fluss und fließt durch Chicago in Illinois, USA. Bemerkenswert ist die Umkehrung der Fließrichtung im 19. Jahrhundert auf dem letzten Abschnitt vor der Mündung, sowie das Grün-Einfärben des Flusses am Saint Patrick’s Day seit über 50 Jahren.

## Geschichte
Ursprünglich floss der Chicago River in den Michigansee, so dass Abwasser und andere Verunreinigungen (unter anderem von der boomenden Industrie) das saubere Wasser, welches der Versorgung der Stadt diente, verschmutzten. Dies verschlechterte die allgemeine Gesundheit und gipfelte schließlich in einer Cholera-Epidemie. Ab 1871 wurde der Abfluss in den 1848 errichteten Illinois- und Michigan-Kanal geleitet, welcher Chicago eine Wasserstraßenverbindung über den Illinois River und den Mississippi River mit dem Golf von Mexiko eröffnete. Dieser Kanal schloss an einer Biegung des von Norden kommenden Chicago Rivers, wenige hundert Meter vor seiner Einmündung in den Michigansee, an. 1900 wurde auf Vorschlag des Umwelttechnikers Rudolph Hering der „Chicago Sanitary & Ship Canal“ als Kernstück des späteren Illinois Waterway errichtet, um die Wasserqualität durch Änderung der Fließrichtung des Flusses zu verbessern. Dies konnte durch ein komplexes Schleusensystem an der bisherigen Mündung in den Michigansee erreicht werden, sodass von nun an wieder saubereres Trinkwasser aus dem See gewonnen werden konnte. Der neue Kanal ersetzte weitgehend lediglich den Illinois- und Michigan-Kanal, verlief aber nach mehreren Kilometern in einem eigenen, neuen, und breiteren Flussbett parallel zum Illinois- und Michigan-Kanal. Seit 1933 – dem Jahr der Stilllegung des Illinois- und Michigankanals – verbindet der größere Chicago Sanitary and Ship Canal als einziger den Michigansee über den Chicago River mit dem Fluss Illinois River.
Mittlerweile befindet sich der Industriehafen im südlicheren Calumet River, wodurch der Chicago River als Transportweg für Güter kaum noch eine Rolle spielt.
Bis in die 1980er-Jahre wurde der Chicago River von vielen Einwohnern als „der stinkende Fluss“ bezeichnet, da er sehr schmutzig und mit Abfall gefüllt war. In den 1990er-Jahren wurde der Fluss auf Veranlassung des Bürgermeisters Richard M. Daley im Sinne einer Stadtverschönerung schließlich gründlich gereinigt.
Im Jahre 1992 wurde ein unterirdisches Netzwerk von alten Versorgungstunnels der Chicago Tunnel Company durch eine Pfahlbohrung unbeabsichtigt angebohrt und größtenteils überflutet.
Seit 1962 lässt der Installateursverband von Chicago den Fluss jedes Jahr am Saint Patrick’s Day mittels eines Farbstoffs grün einfärben. Bis 1966 wurde Uranin eingesetzt. Wegen der Umweltbelastung wird heute ein „geheimer pflanzlicher Farbstoff“ verwendet.
Im Oktober/November 2016 wurde anlässlich einer Basketballmeisterschaft der Fluss blau eingefärbt.

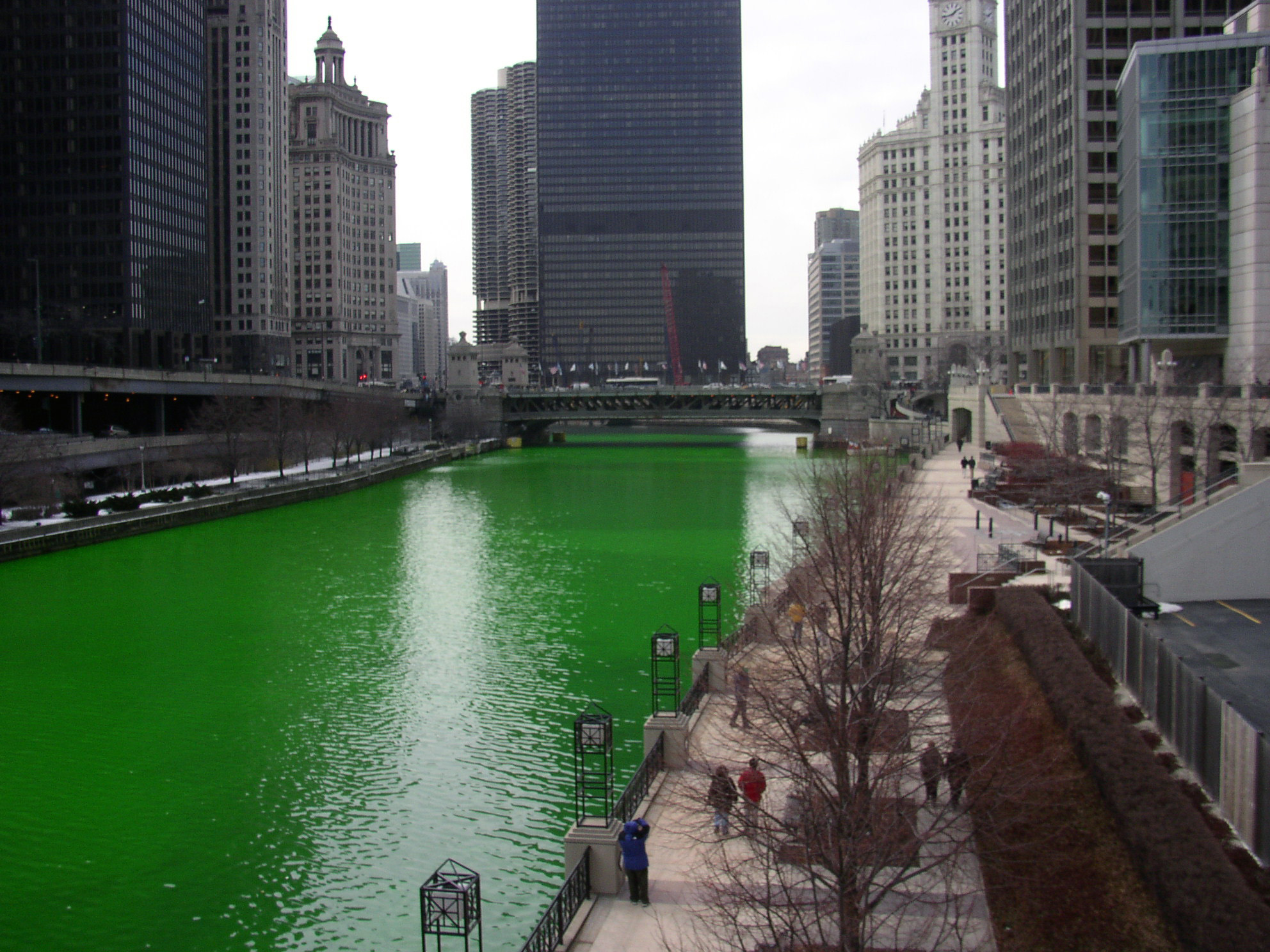
Grün gefärbter Chicago River am Saint Patrick’s Day
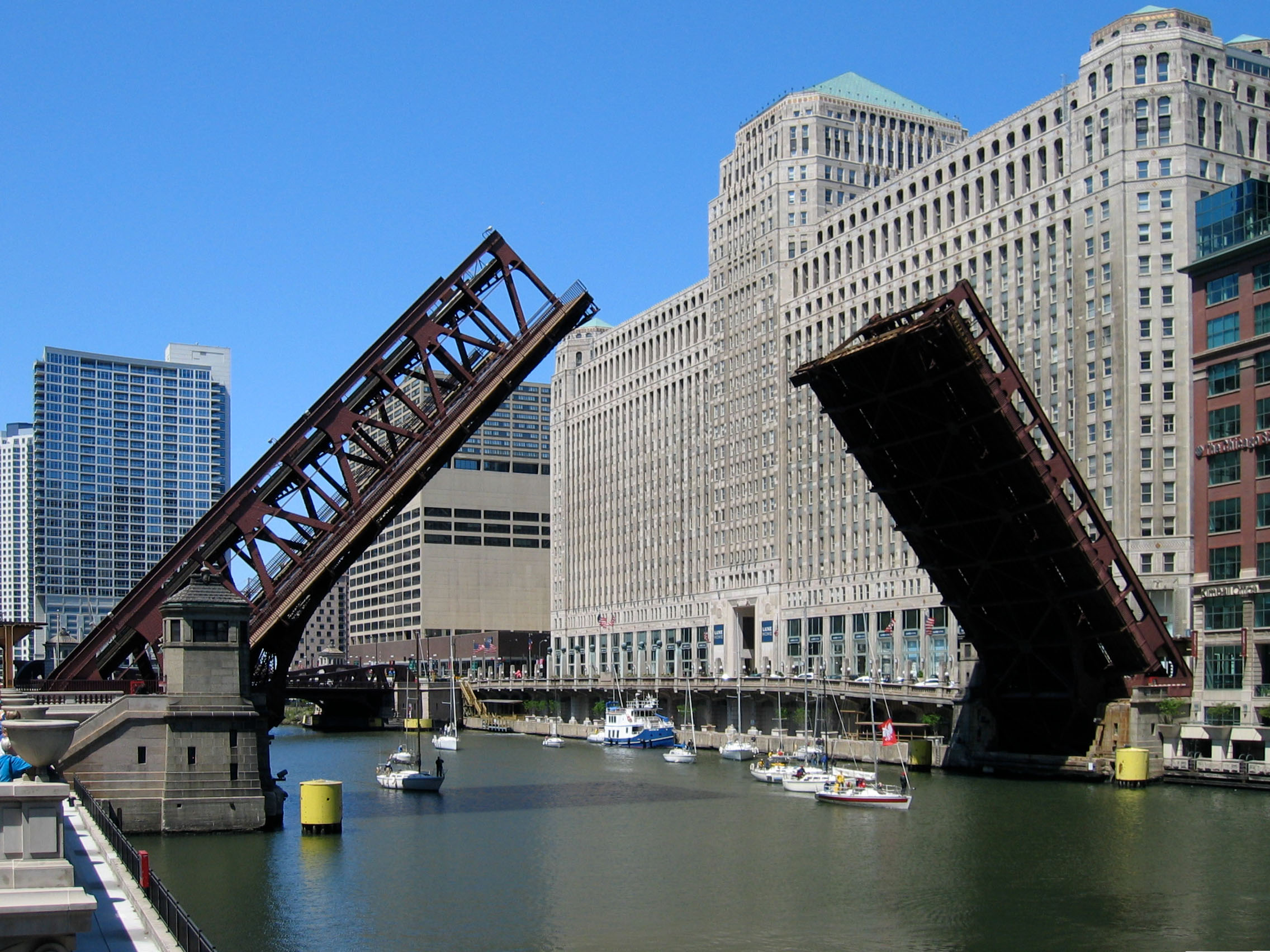
Wells Street Bridge
Flüsse und Kanäle in der Region Chicago
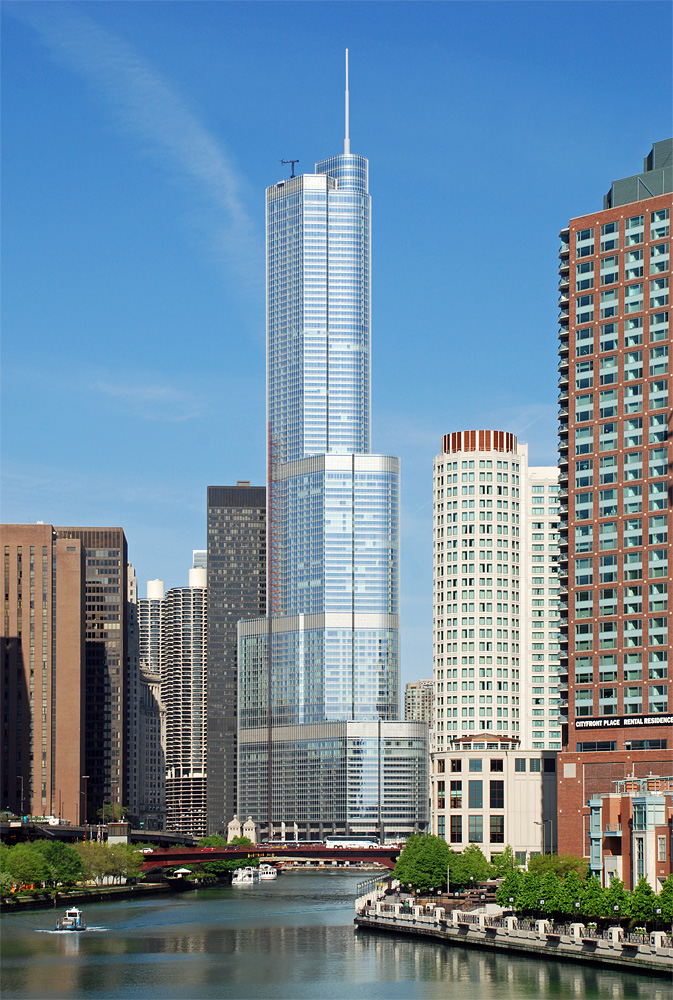
Chicago River mit dem Trump Tower
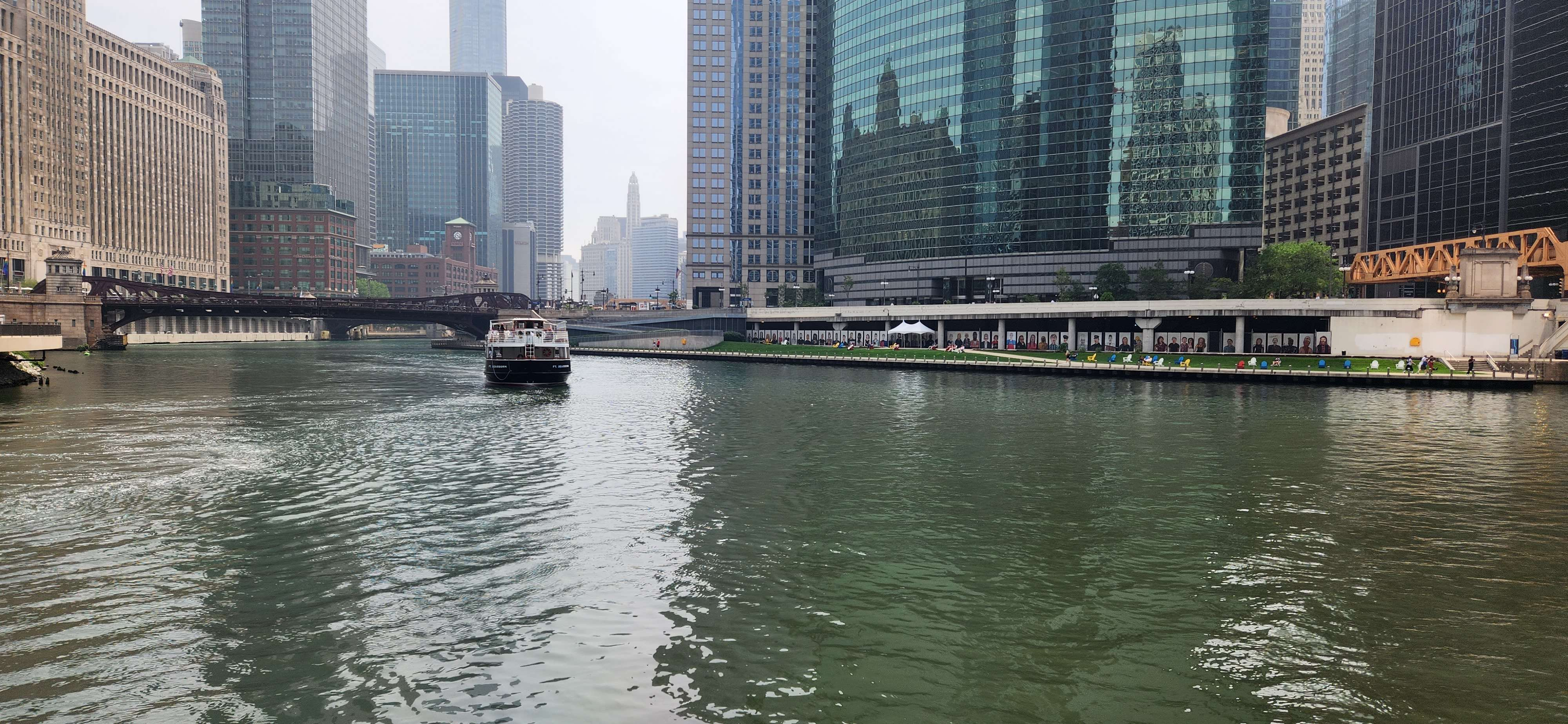
Chicago River bei Nacht
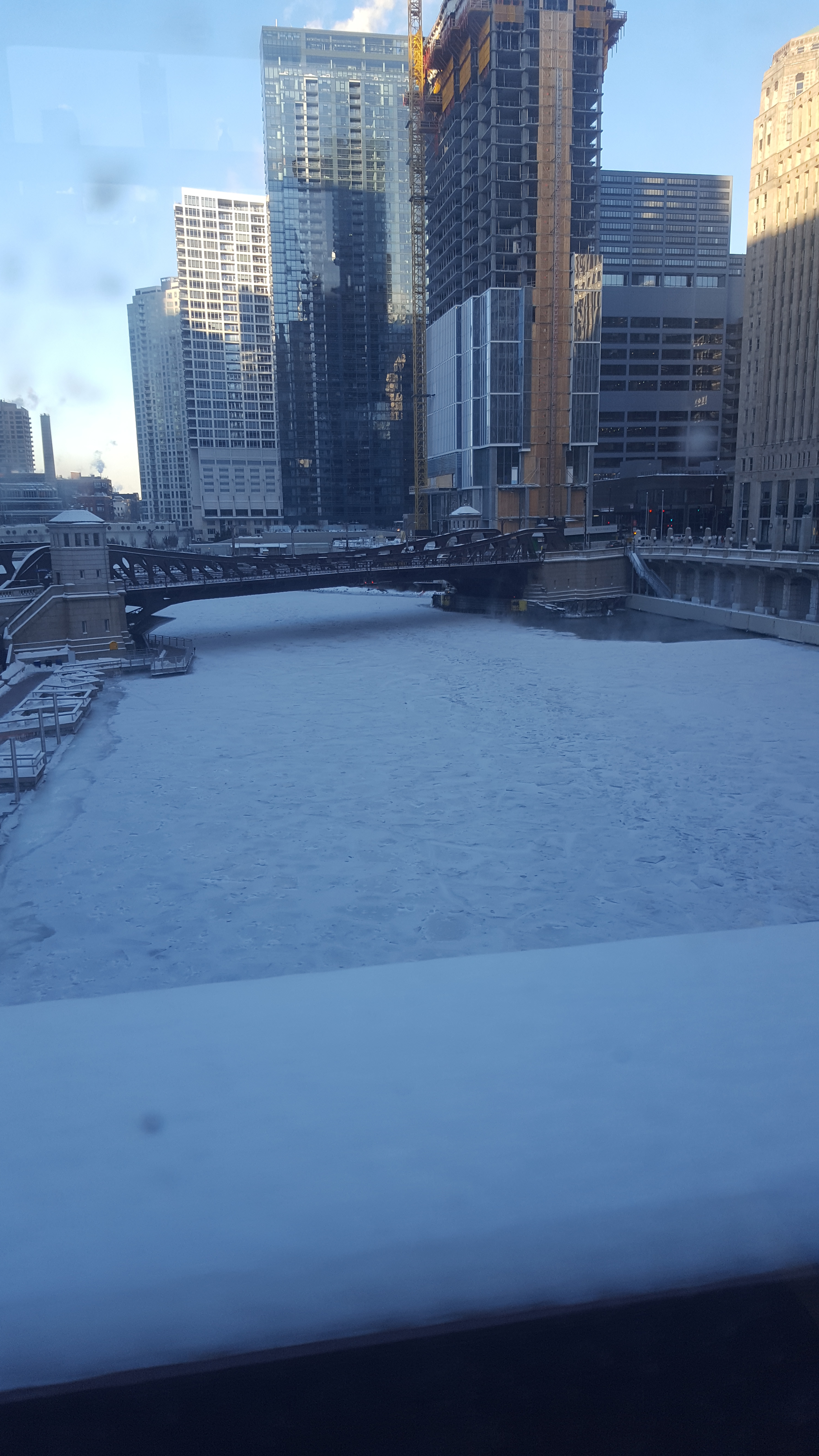
Der Chicago River während der Kältewelle in den USA im Januar 2019

## Brücken
Der Chicago-River wird von insgesamt 38 beweglichen Brücken verschiedener Art überspannt. Darunter war die 1894 in Betrieb genommene South Halsted Street Lift-Bridge, die erste Hubbrücke der Welt.

## Dokumentationen
- Der Chicago River – Ein Fluss im Rückwärtsgang. 44-minütige Fernsehdokumentation von Katja Esson (rbb, Deutschland 2016)